# ゆるぎないものひとつ
「ゆるぎないものひとつ」は、日本の音楽ユニット・B'zの楽曲。2006年4月12日にVERMILLION RECORDSより41作目のシングルとして発売された。

## 概要
前作『衝動』に引き続き『名探偵コナン』のタイアップ。映画では「Everlasting」以来3回目、TVアニメ含め合計で5回目である。シングルの表題曲（1st beat）では18年目で初の映画主題歌となった。
37thシングル『ARIGATO』以降、B'zのシングルはデジパック仕様であったが、本作で再びプラスチックケースに戻った。シングルとしては初めて、CDを収納するための箱（スリーブケースとは異なる）が付いている。
15thアルバム『MONSTER』には2曲とも収録された。シングル収録曲が全てオリジナル・アルバムに収録されたのは3rdシングル『LADY-GO-ROUND』以来16年ぶりである。

## 収録曲
| 全作詞: 稲葉浩志、全作曲: 松本孝弘、全編曲: 松本孝弘・稲葉浩志。 |                          |          |            |      |
| #                                                                | タイトル                 | 作詞     | 作曲・編曲 | 時間 |
| 1.                                                               | 「ゆるぎないものひとつ」 | 稲葉浩志 | 松本孝弘   | 4:37 |
| 2.                                                               | 「ピエロ」               | 稲葉浩志 | 松本孝弘   | 3:14 |
| 合計時間:                                                        | 合計時間:                | 7:51     |            |      |

## 楽曲解説
1. ゆるぎないものひとつ
  - MVは、ロサンゼルス郊外にあるヴァスケス・ロック郡立公園（英語版）で撮影されたもの。2番がカットされ、1番〜大サビまでしか見られない。CMで使用されたMVには、稲葉と松本が抱き合うシーンが含まれていたが、実際のMVには未収録となっている。松本のギターソロのシーンは夜のダウンタウンのミヤコホテルの屋上で撮影された。当初は夕方に撮影予定だったが、移動中渋滞に巻き込まれ、夜での撮影になったというエピソードがある[5]。
  - ベスト・アルバム『B'z The Best "ULTRA Treasure"』で25位にランクインし収録された[6]。
  - MVや音源では松本がアコースティック・ギターを弾いているが、ライブではサポートメンバーが弾いている。
  - ライブでは、2020年に行われた無観客配信ライブ『B'z SHOWCASE 2020 -5 ERAS 8820-』のDay4で、『B'z NETWORK LIVE in Japan』以来、約14年ぶりに演奏された[7]。
2. ピエロ
  - 同じビーイング系列所属（当時）の上木彩矢が本作と同日にシングルとして発表した「ピエロ」は、一部歌詞を変更してカバーしたもの[8]。

## タイアップ
「ピエロ」については、該当する項目を参照。
- 東宝系映画『名探偵コナン 探偵たちの鎮魂歌』主題歌（#1）

## 参加ミュージシャン
- 松本孝弘:ギター、全曲作曲・編曲
- 稲葉浩志:ボーカル、全曲作詞・編曲
- 徳永暁人:ベース、プログラミング
- シェーン・ガラース:ドラム
- 徳永友美&TAMA MUSIC Strings:ストリングス（#1）
- 池田大介:プログラミング（#2）

## 収録アルバム
「ピエロ」については、該当する項目を参照。
ゆるぎないものひとつ
- MONSTER
- THE BEST OF DETECTIVE CONAN 〜The Movie Themes Collection〜
- THE BEST OF DETECTIVE CONAN 3 〜名探偵コナン テーマ曲集3〜
- B'z The Best "ULTRA Treasure"
- B'z The Best XXV 1999-2012
- 劇場版 名探偵コナン 主題歌集 〜“20”All Songs〜

## ライブ映像作品
「ピエロ」については、該当する項目を参照。
ゆるぎないものひとつ
- B'z LIVE-GYM 2006 "MONSTER'S GARAGE"
- B'z LIVE in なんば
- B'z LIVE in なんば 2006 & B'z SHOWCASE 2007 -19- at Zepp Tokyo
- B'z COMPLETE SINGLE BOX (特典DVD)
- B'z SHOWCASE 2020 -5 ERAS 8820- Day1〜5